# John West, 2. Earl De La Warr

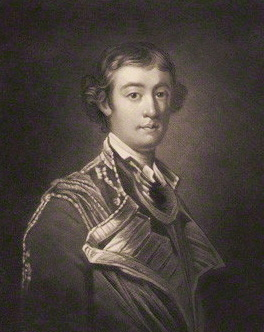
John West, 2. Earl De La Warr

John West, 2. Earl De La Warr (* 9. Mai 1729; † 22. November 1777 in London) war ein britischer Adliger, Politiker und General.

## Herkunft und Familie
Er war Sohn von John West, 7. Baron De La Warr aus dessen erster Ehe mit Charlotte MacCarthy.
Am 8. August 1756 heiratete er Mary Wynyard, Tochter des Lieutenant-General John Wynyard. Mit ihr hatte er fünf Kinder:
- Lady Georgiana West ⚭ 1782 Edward Pery Buckley;
- William Augustus West, 3. Earl De La Warr (1757–1783);
- John Richard West, 4. Earl De La Warr (1758–1795) ⚭ 1783 Catherine Lyell (um 1756–1826);
- Hon. Frederick West (1767–1852), ⚭ (1) 1792 Charlotte Mitchell († 1795), ⚭ (2) 1798 Maria Myddelton († 1843);
- Lady Matilda West († 1843) ⚭ 1793 General Henry Wynyard.

## Karriere
Er trat 1746 ins britische Heer ein und erwarb ein Offizierspatent als Ensign der 3rd Regiment of Foot Guards. 1755 wurde er Lieutenant-Colonel des 1st Troop of Horse Guards und 1758 in den Rang eines Colonel befördert. Von 1763 bis 1766 war er Colonel des 1st Troop of Horse Grenadier Guards und von 1766 bis 1777 Colonel des 1st Troop of Horse Guards. 1770 wurde er zum Lieutenant-General befördert.
1761 wurden für seinen Vater die erblichen Titel Earl De La Warr und Viscount Cantelupe geschaffen. West führte als dessen Heir apparent fortan den Höflichkeitstitel Viscount Cantelupe.
Beim Tod seines Vaters er am 16. März 1766 erbte er dessen Adelstitel als 2. Earl De La Warr, 2. Viscount Cantelupe und 8. Baron De La Warr, sowie den damit verbundenen Sitz im House of Lords.
Am britischen königlichen Hof trat er in den Dienst der Königin Charlotte. 1761 bis 1766 war er ihr Vizekammerherr (Vice Chamberlain), 1766 bis 1768 als Nachfolger seines Vaters ihr Stallmeister (Master of the Horse) und 1768 bis 1777 ihr Kammerherr (Lord Chamberlain).
Er starb am 22. November 1777 in London und wurde acht Tage später in der St Margaret’s Church in Westminster bestattet. Seine Adelstitel erbte sein ältester Sohn.